# Коттер (Арканзас)
Коттер (англ. Cotter) — місто (англ. city) в США, в окрузі Бекстер штату Арканзас. Населення — 886 осіб (2020).

## Географія
Коттер розташований на висоті 193 метра над рівнем моря за координатами 36°16′55″ пн. ш. 92°31′16″ зх. д. / 36.28194° пн. ш. 92.52111° зх. д. (36.281833, -92.521047).  За даними Бюро перепису населення США в 2010 році місто мало площу 6,46 км², уся площа — суходіл.

## Демографія
Згідно з переписом 2010 року, у місті мешкало 970 осіб у 449 домогосподарствах у складі 268 родин. Густота населення становила 150 осіб/км².  Було 545 помешкань (84/км²). 
Расовий склад населення:
| - 93,5 % — білих - 1,3 % — корінних американців - 0,2 % — азіатів - 0,1 % — чорних або афроамериканців - 2,5 % — осіб інших рас |

До двох чи більше рас належало 2,4 %. Іспаномовні складали 3,4 % від усіх жителів.
За віковим діапазоном населення розподілялося таким чином: 18,1 % — особи молодші 18 років, 63,7 % — особи у віці 18—64 років, 18,2 % — особи у віці 65 років та старші. Медіана віку мешканця становила 45,9 року. На 100 осіб жіночої статі у місті припадало 100,0 чоловіків;  на 100 жінок у віці від 18 років та старших — 96,5 чоловіків також старших 18 років.
Середній дохід на одне домашнє господарство  становив 39 034 долари США (медіана — 32 305), а середній дохід на одну сім'ю — 47 584 долари (медіана — 40 313). За межею бідності перебувало 25,8 % осіб, у тому числі 30,9 % дітей у віці до 18 років та 16,0 % осіб у віці 65 років та старших.
Цивільне працевлаштоване населення становило 380 осіб. Основні галузі зайнятості: освіта, охорона здоров'я та соціальна допомога — 25,3 %, виробництво — 23,7 %, науковці, спеціалісти, менеджери — 10,5 %, роздрібна торгівля — 9,7 %.
За даними перепису населення 2000 року в Коттері проживала 921 особа, 265 сімей, налічувалося 443 домашніх господарств і 501 житловий будинок. Середня густота населення становила близько 144 осіб на один квадратний кілометр. Расовий склад Коттера за даними перепису розподілився таким чином: 97,07 % білих, 0,87 % — корінних американців, 0,22 % — азіатів, 1,85 % — представників змішаних рас. Іспаномовні склали 1,52 % від усіх жителів міста.
З 443 домашніх господарств в 20,8 % — виховували дітей віком до 18 років, 48,5 % представляли собою подружні пари, які спільно проживали, в 8,6 % сімей жінки проживали без чоловіків, 40,0 % не мали сімей. 35,4 % від загального числа сімей на момент перепису жили самостійно, при цьому 16,7 % склали самотні літні люди у віці 65 років та старше. Середній розмір домашнього господарства склав 2,08 особи, а середній розмір родини — 2,67 особи.
Населення міста за віковим діапазоном за даними перепису 2000 року розподілилося таким чином: 19,7 % — жителі молодше 18 років, 8,7 % — між 18 і 24 роками, 24,8 % — від 25 до 44 років, 26,7 % — від 45 до 64 років і 20,2 % — у віці 65 років та старше. Середній вік мешканця склав 43 року. На кожні 100 жінок в Коттері припадало 97,2 чоловіків, у віці від 18 років та старше — 99,5 чоловіків також старше 18 років.
Середній дохід на одне домашнє господарство в місті склав 22 857 доларів США, а середній дохід на одну сім'ю — 34 375 доларів. При цьому чоловіки мали середній дохід в 26 298 доларів США на рік проти 17 266 доларів середньорічного доходу у жінок. Дохід на душу населення в місті склав 15 893 долара на рік. 11,9 % від усього числа сімей в окрузі і 16,8 % від усієї чисельності населення перебувало на момент перепису населення за межею бідності, при цьому 18,3 % з них були молодші 18 років і 13,3 % — у віці 65 років та старше.